# Croton killipianus
Espèce
Croton killipianus est une espèce de plantes à fleurs du genre Croton et de la famille des Euphorbiaceae, présente de la Colombie à l'Équateur.